# José Zanier
José Zanier (Údine, Italia,18 de septiembre de 1905 - Mar del Plata, Argentina, 30 de enero de 1973) fue un ingeniero industrial ítalo-argentino, pionero en la construcción de usinas termoeléctricas abastecidas por motores diésel. Trabajó también en los proyectos de las líneas italianas de interconexión de 230 y 150 kVolt entre otras contribuciones al desarrollo del campo electrotécnico. 

## Biografía
En 1932 proyectó y supervisó la construcción del edificio de Correos y Telecomunicaciones de Vicenza, Italia. Poco después se abocó a la construcción del monumental escolástico de Noventa Vicentina de Vicenza. 
En 1936, siendo director de la oficina técnica del UMET de Roma, dependiente del Consejo Superior de Obras Públicas, redactó los proyectos de las líneas italianas de interconexión de 230 y 150 kVolt para una potencia transferible de 400 MW, con sus respectivas subestaciones de transformación y de regulación.
En vísperas de la Segunda Guerra Mundial introdujo los primeros turbogrupos a vapor de 20.000 kVA en la central térmica de Roma, con calderas automáticas, primeras en su tipo. 
En su condición de ingeniero jefe para la distribución de la energía de la AGEA (empresa estatal italiana de electricidad y agua), proyectó en 1939 la construcción y explotación de las líneas de alta y baja tensión del centro y sur de Italia destinadas a abastecer el denominado "Agro Romano".
En la inmediata posguerra fue contratado por el gobierno argentino para la construcción de la moderna central térmica "Dean Funes" de la ciudad de Córdoba provista de dos turbogrupos a vapor de 2500 kW cada uno.
En el año 1950 en calidad de ingeniero jefe proyectó y construyó la central termoeléctrica "9 de Julio" de la ciudad de Mar del Plata, única en su tipo con capacidad de 20.000 kW de potencia. Un oleoducto interconectado a la planta de YPF y túneles subterráneos unidos al mar para la refrigeración del agua completan el diseño de usina que aún hoy sigue abasteciendo a la reconocida ciudad balnearia.